# Minimumpeilung

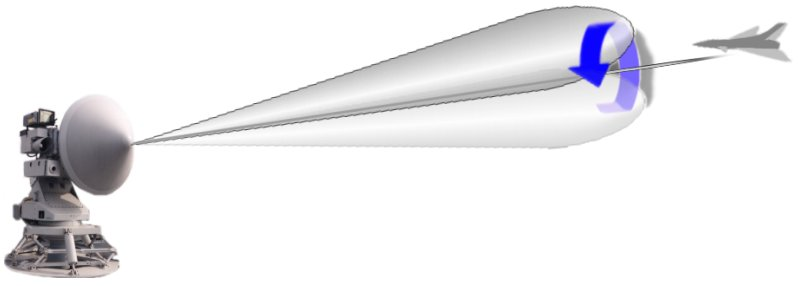
Minimumpeilung (Conical Scan)

Animation der Minimumpeilung

Einige ältere Zielverfolgungsradargeräte nutzen die Minimumpeilung zur Bestimmung der Zielrichtung. Auf Englisch wird diese Art der Zielverfolgung „conical scan“ genannt. Das erste Radar, welches mit dieser Methode arbeitete, war das Würzburg D.
Das Antennendiagramm bei diesem Radar wird durch eine schnelle Rotation des Strahlers in der Antenne erzeugt. Damit rotiert das Antennendiagramm um die geradlinige geometrische Achse der Antenne. In optischer Richtung der Antenne bildet sich nun ein trichterförmiges Signalminimum. Das Ziel befindet sich an der Seitenflanke des Antennendiagramms, welches an dieser Stelle eine recht gute Steilheit hat, d. h. eine relativ große Signalpegeländerung findet schon bei kleinsten Winkeländerungen statt.
Gegenüber einem einfachen Peilen hat dieses Verfahren den Vorteil, dass wenn das Flugzeug die zentrale Antennenrichtung verlässt, dann die Richtung erkennbar ist und ein Nachführen der Antenne erleichtert wird.
Befindet sich das Ziel genau auf der zentralen Achse, dann wird immer ein relativ konstantes, aber sehr geringes Echo empfangen. Aber wenn sich das Ziel auch nur wenig von dieser Achse entfernt, dann ändern sich die Pegel während einer Antennenstrahldrehung. Befindet sich das Ziel z. B. zu weit links, dann wird das Echosignal ein Maximum zeigen, wenn der Drehmotor der Antennenspeisung nach links zeigt und wenn er nach rechts zeigt, dann wird ein Minimum empfangen. Wenn sich also das Ziel aus dem Minimum etwas nach links bewegt, dann wertet ein Rechner oder ein analoges Folgesystem diese Informationen aus und erzeugt Steuersignale für den Servomechanismus der Antenne, die sich nun ebenfalls etwas nach links bewegt, bis wieder ein konstanter Pegel des Echosignals empfangen wird. Auf diese Weise wird die Richtung zum Ziel in Seiten- und Höhenwinkel immer automatisch und sehr exakt bestimmt.
Nachteilig ist die vergleichsweise leichte Manipulierbarkeit. Wenn das Ziel die Betriebsparameter wie die Rotationsgeschwindigkeit kennt bzw. ermitteln kann, kann die intelligente Zieleinheit mit einem Störsender aktiv synchron einen Störimpuls aussenden, wenn das empfangende Radarsignal am schwächsten ist. Damit wird in dem Radarempfänger die ermittelte Position gespiegelt.